# مقاطعة فريمونت (وايومنغ)
مقاطعة فريمونت (بالإنجليزية: Fremont County)‏ هي إحدى مقاطعات ولاية وايومنغ في الولايات المتحدة الأمريكية.